# Peter Criss (album)
Peter Criss je první sólové album amerického bubeníka Petera Crisse, člena skupiny Kiss. Je jedním ze čtyř sólových alb, která čtyři hudebníci z Kiss vydali zároveň 18. září 1978, a je řazeno rovněž do diskografie Kiss. Většinu skladeb na tomto albu vytvořil Criss společně se Stanem Penridgem, který s ním hrál v jedné z heavymetalových kapel, se kterou Criss bubnoval před spojením s Kiss. „I'm Gonna Love You“ je cover verze.

## Seznam skladeb
| Pořadí | Název                               | Autor                     | Délka |
| ------ | ----------------------------------- | ------------------------- | ----- |
| 1.     | I'm Gonna Love You                  | Criss / Penridge          | 3:18  |
| 2.     | You Matter to Me                    | Poncia / Morgan / Vastano | 3:15  |
| 3.     | Tossin' and Turnin                  | Adams / Rene              | 3:58  |
| 4.     | Don't You Let Me Down               | Criss / Penridge          | 3:38  |
| 5.     | That's the Kind of Sugar Papa Likes | Criss / Penridge          | 2:59  |
| 6.     | Easy Thing                          | Criss / Penridge          | 3:53  |
| 7.     | Rock Me, Baby                       | Delaney                   | 2:50  |
| 8.     | Kiss the Girl Goodbye               | Criss / Penridge          | 2:46  |
| 9.     | Hooked on Rock 'n' Roll             | Criss / Penridge / Poncia | 3:37  |
| 10.    | I Can't Stop the Rain               | Delaney                   | 4:25  |

## Obsazení

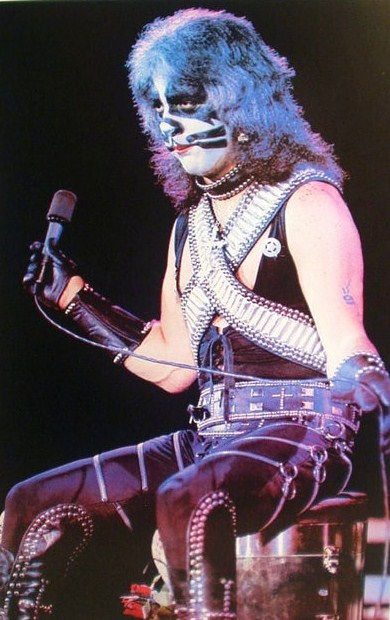
Peter Criss

- Peter Criss – zpěv, bicí, perkuse, vokály
- Stan Penridge – kytara, vokály
- Brendan Harkin – kytara
- Tom Saviano – saxofon
- Bill Cuomo – klávesy
- Richard Gerstein – klávesy
- Allan Schwartzberg – bicí
- Lenny Castro – perkuse
- Julia Tillman – vokály
- Neil Jason – baskytara
- Gordon Grody
- Art Munson
- Elliott Randall
- John Tropea
- Steve Lukather
- Michael Carnahan
- Bill Bodine
- Davey Faragher
- Maxine Dixon
- Annie Sutton
- Jimmy Faragher
- Maxine Willard Waters
- Tommy Faragher
- Vini Poncia